# Brachysema bracteolosum
Brachysema bracteolosum là một loài thực vật có hoa trong họ Đậu. Loài này được F.Muell. mô tả khoa học đầu tiên.